# ノース・クライド線
ノース・クライド線（英：North Clyde Line）はイギリス、スコットランド中西部にある近郊鉄道路線群である。エディンバラ（ウェイヴァリー駅）からバスゲイト、エイドリー、グラスゴー（クイーンストリート駅）を経由しヘレンスバラに至る本線（途中2線に分かれる区間あり）と3本の支線で形成される。ネットワーク・レールによる線路名称では「ニューブリッジ-ドラムゲロック線（Newbridge to Drumgelloch）」と「北グラスゴー電気鉄道線群（Glasgow North Electric Routes）」に分けられる。2020年現在の運行事業者はアベリオ・スコットレール。

## 路線

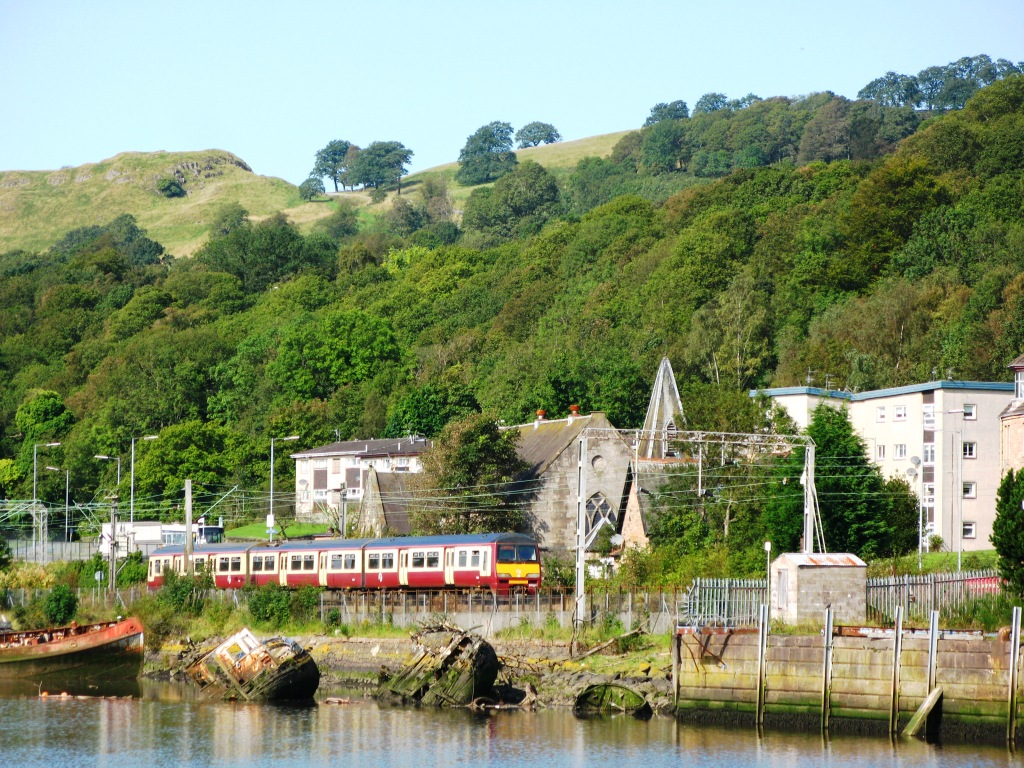
クライド川に沿って走る列車、ボウリングにて

ノース・クライド線はイギリス国鉄によって1960年に電化された鉄道路線群であり、グレーター・グラスゴー都市圏を東西に貫き、ラナークシャー北部とダンバートンシャー西部を結んでいた。
電化開業から50年後の2010年、ネットワーク・レールによってエイドリーから東、バスゲイトまでの延伸（再開業）が行われ（エイドリー - バスゲイト・レール・リンク）、イギリス国鉄時代に旅客営業を再開していたエディンバラ - バスゲイト線に接続、いずれもノース・クライド線に組み込まれた。なお、これによって当線はエディンバラとグラスゴーを結ぶ4本目の路線（5本中）としての役割をも負うこととなった。
本線はエディンバラ・ウェイヴァリー駅からバスゲイト駅（英語版）、グラスゴー・クイーンストリート駅（下層）を経由してヘレンスバラ・セントラル駅（英語版）に至る。グラスゴーの東側にはスプリングバーン駅（英語版）に至る支線が、西側にはミルンゲイヴィ駅（英語版）とバロック駅（英語版）にそれぞれ至る支線が2本あり、このほかにハインドランド駅（英語版）とダルミュア駅（英語版）の間にはシンガー駅（英語版）経由とヨーカー駅（英語版）経由の2通りの線路が存在する。
パーティック駅以西、ダルミュア駅及びミルンゲイヴィ駅までの線路はアーガイル線と共有しており、ウェスタートン駅（英語版）からクレイグエンドラン駅（英語版）の間はウェスト・ハイランド線の列車も走行する。また、東側のニューブリッジ信号所（アップホール - エディンバラ・パーク間）からエディンバラ・ウェイヴァリー駅まではグラスゴー - フォルカーク - エディンバラ線及びエディンバラ - ダンブレイン線との共有区間である。
グラスゴー・クイーンストリート駅（上層）並びにエディンバラ・ウェイヴァリー駅を発着する路線のほか、スプリングバーン駅でカンバーノールド線と、アニースランド駅でメアリーヒル線と、パーティック駅でグラスゴー地下鉄との乗り換えが可能である。
ノース・クライド線の一部区間には貨物列車も走行している。
ノース・クライド線はグラスゴー中心部をトンネルで貫いているが、この区間は1886年開業でグラスゴー最古の地下鉄道である。

## 歴史

### 開業・廃止・再開業の一覧

#### 開業
グラスゴー近郊の鉄道路線の大半と同じく、ノース・クライド線はヴィクトリア朝時代に開業した鉄道路線の集合体である。以下は開業年順の表である。（年 - 区間 - 開業時事業者）
- 1842年 - ヘイマーケット - ニューブリッジ（信） - エディンバラ・アンド・グラスゴー鉄道（英語版）
- 1846年 - エディンバラ・ウェイヴァリー - ヘイマーケット - エディンバラ・アンド・グラスゴー鉄道
- 1849年 - ニューブリッジ（信） - ポルケメット（信） - エディンバラ・アンド・バスゲイト鉄道
- 1850年 - ダンバートン・セントラル - バロック桟橋 - カレドニアン・アンド・ダンバートンシャー・ジャンクション鉄道（英語版）
- 1858年 - カウレヤーズ - ボウリング、ダルレオック - ヘレンズバラ・セントラル - グラスゴー・ダンバートン・アンド・ヘレンズバラ鉄道（英語版）
- 1862年 - ポルケメット（信） - コートブリッジ・サニーサイド - バスゲイト・アンド・コートブリッジ鉄道（英語版）
- 1863年 - ウェスタートン - ミルンゲイヴィ - グラスゴー・アンド・ミルンゲイヴィ・ジャンクション鉄道（英語版）
- 1870年 - コートブリッジ・サニーサイド - ベルグローブ - ノース・ブリティッシュ鉄道（コートブリッジ支線（英語版））
- 1870年 - ベルグローブ - ハイストリート（信） - シティ・オブ・グラスゴー・ユニオン鉄道（英語版）
- 1871年 - ハイストリート（信） - カレッジ - ノース・ブリティッシュ鉄道（コートブリッジ支線）
- 1874年 - ストブクロス - メアリーヒル - ストブクロス鉄道（英語版）
- 1874年 - アニースランド - ホワイトインチ - ホワイトインチ鉄道（英語版）
- 1875年 - スプリングバーン - ベルグローブ - シティ・オブ・グラスゴー・ユニオン鉄道
- 1882年 - ジョーダンヒル - クライドバンク・イースト - グラスゴー・ヨーカー・アンド・クライドバンク鉄道（英語版）
- 1886年 - ハイストリート - ストブクロス、ハインドランド支線、ジョーダンヒル連絡線、アニースランド - ウェスタートン連絡線 - グラスゴー・シティ・アンド・ディストリクト鉄道（英語版）
- 1891年 - ボウリング - ダンバートン・セントラル - ラナークシャー・アンド・ダンバートンシャー（英語版）
- 1892年 - ブリッジトン・セントラル - ハイストリート - グラスゴー・シティ・アンド・ディストリクト鉄道
- 1897年 - クライドバンク - ダルミュア - グラスゴー・ヨーカー・アンド・クライドバンク鉄道

この後、ラナークシャー・アンド・ダンバートンシャー鉄道とカレドニアン・アンド・ダンバートンシャー・ジャンクション鉄道の西部区間はカレドニアン鉄道に、残りはノース・ブリティッシュ鉄道に吸収された。
さらに、1921年鉄道法による鉄道会社グループ化では、ノース・ブリティッシュ鉄道はロンドン・アンド・ノース・イースタン鉄道（LNER）に、カレドニアン鉄道はロンドン・ミッドランド・アンド・スコティッシュ鉄道（LMS）に統合された。

#### 廃止
1948年の鉄道国有化により、すべての路線がイギリス国鉄の路線となった。グラスゴー周辺地域では、旧LNERの路線の一部が旧LMSの路線との重複を理由に廃止になったほか、輸送量の減少や電化計画からの疎外などを理由としていくつかの区間が廃止されている。以下は主な旅客営業停止日の表である。
- 1930年5月1日 - マヌエル、バスゲイト - コートブリッジ・セントラル
- 1951年4月2日 - ホワイトインチ・ヴィクトリア支線、ケルビン・バレー線（メアリーヒル - キルシス）
- 1951年9月10日 - ボスウェル - コートブリッジ・サニーサイド
- 1952年9月15日 - ハミルトン - ボスウェル
- 1955年7月4日 - ボスウェル - シェトルストン
- 1956年1月9日 - レイソ - エイドリー
- 1959年9月14日 - クライドバンク・イースト駅
- 1960年11月5日 - ハインドランド支線（本線ハインドランド駅によって置き換え）
- 1979年11月5日 - ブリッジトン・セントラル支線（アーガイル線ブリッジトン駅によって置き換え）
- 1986年9月28日 - バロック・セントラル - バロック桟橋

#### 再開業
- 1986年3月24日 - ニューブリッジ（信） - バスゲイト
- 1989年5月 - エイドリー - ドラムゲロック
- 2010年10月18日 - ドラムゲロック - バスゲイト（乗務員訓練・団体列車）
- 2010年12月12日 - ドラムゲロック - バスゲイト（一般旅客営業）

### ノース・クライド線の誕生

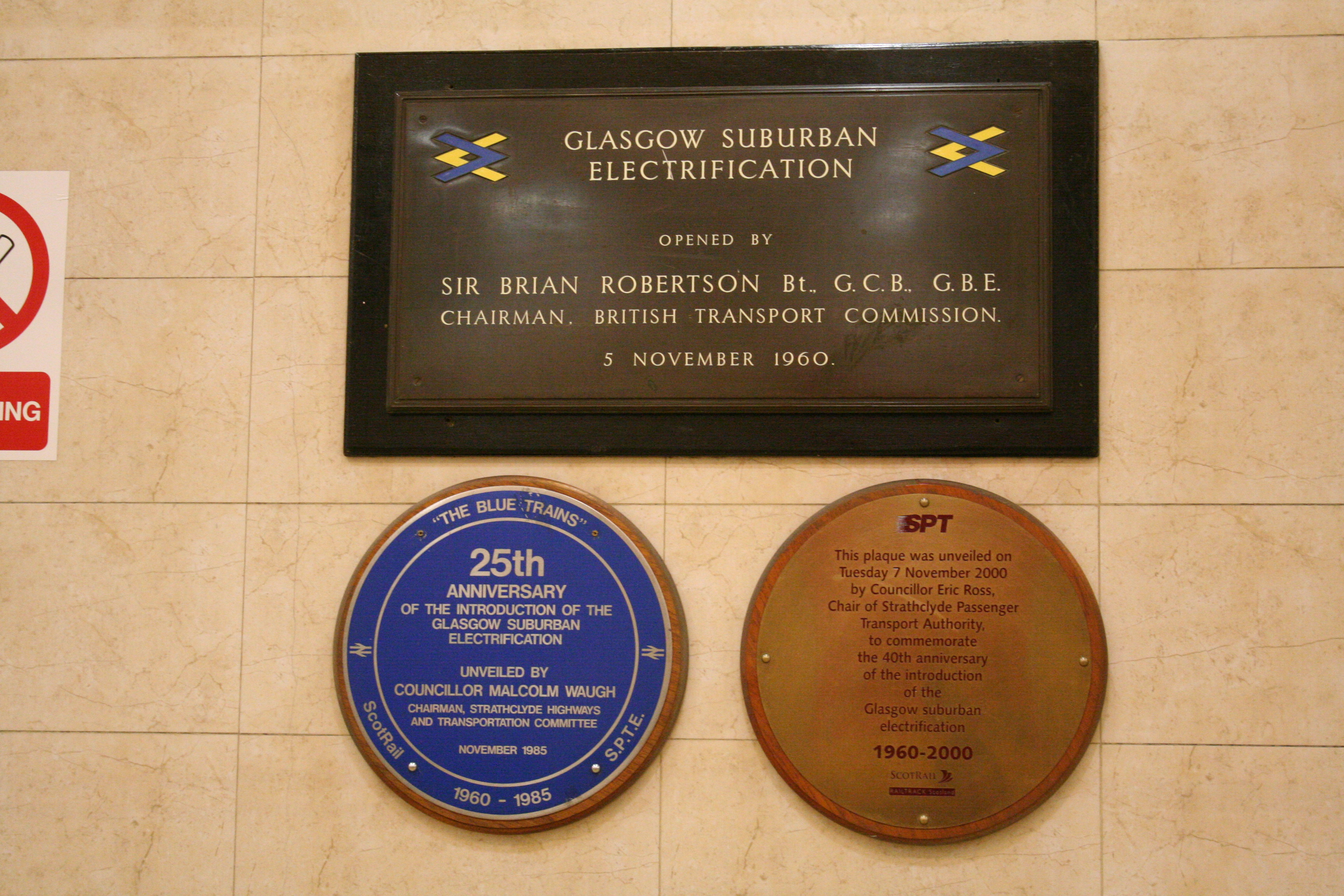
グラスゴー・クイーンストリート駅ノース・クライド線ホーム入口にて、グラスゴー近郊路線の電化を記念したプレート

1960年に、当時残っていたノース・クライド各線（エイドリー・スプリングバーン・ブリッジトン・セントラル - ミルンゲイヴィ・バロック桟橋・ヘレンズバラ・セントラル　パーティック - ダルミュア間は2線とも）の電化が行われ、11月5日に式典、7日に電車での通常運行が開始された。
ボウリングの西側、ダングラスには、旧LNERの路線と旧LMSの路線をつなぐ信号所が設けられ、ノース・クライド線はダンバートン・イースト駅を通る旧LMSの路線を通ることとなり、旧LNERのダングラス - ダンバートン・セントラル間は廃止された。
電化方式は交流25000V 50Hzだが、狭小トンネルが存在するスプリングバーン、ブリッジトン、ミルンゲイヴィの各支線とヨーカー回りの線路は例外的に6250Vでの電化となった。なお、絶縁技術の進歩により、現在では全線が25000Vでの電化に統一されている。
2010年10月にはバスゲイト～エイドリー間が再開業した。この区間は電化区間として再開業しており、これに合わせてヘイマーケット～バスゲイト間も電化が行われている。

### アーガイル線
グラスゴー北西部及びダンバートンシャーの旧カレドニアン鉄道の路線は旅客・貨物双方の営業を停止していたが、1979年にルサーグレン～グラスゴー・セントラル（下層）～パーティック間がアーガイル線として再開業した。パーティック駅東側のノース・クライド線との接続部では立体交差が新たに建設された。アーガイル線の開業に合わせて、ブリッジトン・セントラル支線がアーガイル線ブリッジトン・クロス駅に置き換えられる形で同年11月5日に廃止され、また、12月17日にはパーティックヒル駅がやや南側に新設されたパーティック駅に置き換えられて廃止された。

### バロック桟橋
1981年のローモンド湖における遊覧蒸気船の運行終了により、1986年9月28日にバロック・ピア駅が廃止された。1988年4月には、バロック・セントラル駅のバロック駅による置き換えによってバロック支線はさらに短縮された。

### エイドリー - バスゲイト・レール・リンク

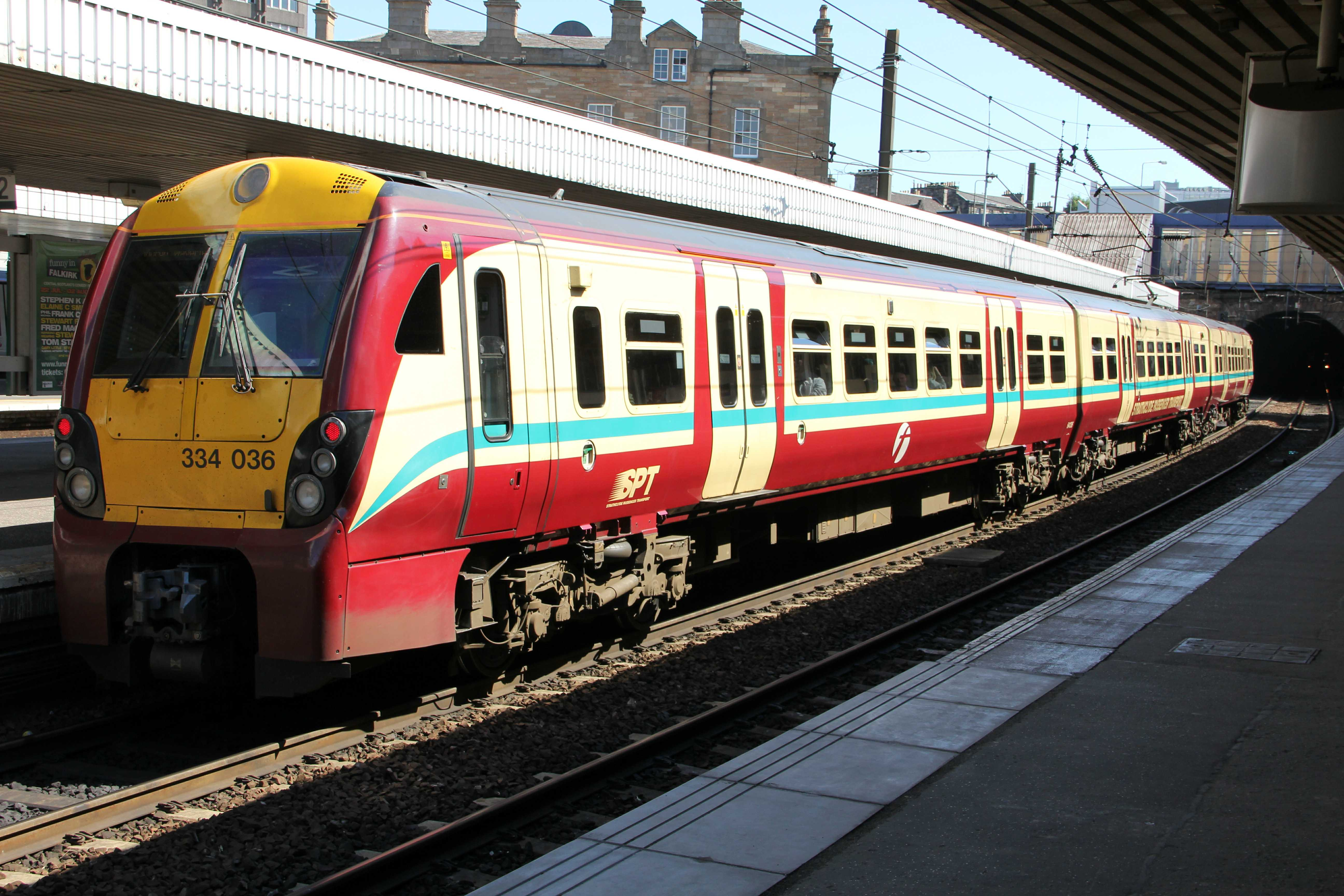
ヘイマーケット駅にて、ヘレンズバラ中央駅発の334形電車

エディンバラからエイドリーへの旅客営業は1956年に停止となったが、1986年には実験的なエディンバラ - バスゲイト間の運行再開が行われ、大成功を収めていた。2005年、スコットランド政府はエディンバラ～グラスゴー間を走るM8モーターウェイの延伸を行うと同時に、同区間の公共交通の改善をも行わなければならないと発表した。この目的のため、両都市をつなぐ4つ目の路線が作られることとなり、バスゲイト・アンド・コートブリッジ鉄道の廃止区間（バスゲイト～ドラムゲロック間）の再開業が行われることとなった。
再開業は2007年3月28日にスコットランド議会の承認を、同年5月7日に国王裁可を受け、同年7月のリヴィングストン・ノース駅での起工式を皮切りに工事が開始された。初めにエディンバラ - バスゲイト線の複線化工事が行われ、これは2008年10月に完了した。2010年10月には再開業区間であるエイドリー-バスゲイト線が乗務員訓練及び団体列車に向けて開通、12月12日に一般旅客営業を開始した。

### カンバーノールド線
トランスポート・スコットランドによるエディンバラ-グラスゴー改良計画の一環として、カンバーノールド線及び接続するスプリングバーン駅付近のガーンガッド短絡線の電化が計画された。これにより、ノース・クライド線とカンバーノールド線の直通運転が可能となり、カンバーノールドをグラスゴー西部地域と直接つなぐことができるほか、グラスゴー・クイーンストリート駅上層階の線路容量の緩和が見込まれた。
2013年1月に改良工事の契約が締結、翌2014年5月から直通運転が開始された。

## 運行ダイヤ

### 2016年夏ダイヤ

#### 平日・土曜（オフピーク時）
- 毎時2本　ヘレンズバラ・セントラル - エディンバラ・ウェイヴァリー

ダンバートン・イースト - ダルミュア間、ダルミュア - ハインドランド間、ハイストリート - ガロウヒル間、ドラムゲロック - バスゲイト間通過
- 毎時2本　バロック - シンガー - エイドリー
- 毎時2本　ダンバートン・セントラル - ヨーカー - カンバーノールド
- 毎時2本　ミルンゲイヴィ - エディンバラ・ウェイヴァリー

シェトルストン - コートブリッジ・サニーサイド間通過
（アーガイル線）
- 毎時2本　ミルンゲイヴィ - アーガイル線
- 毎時2本　ダルミュア～ヨーカー - アーガイル線
- 毎時2本　ダルミュア～シンガー - アーガイル線

#### 日曜
- 毎時2本　ヘレンズバラ・セントラル - シンガー - エディンバラ・ウェイヴァリー
- 毎時1本　パーティック - カンバーノールド

（アーガイル線）
- 毎時2本　バロック - ヨーカー - アーガイル線
- 毎時2本　ミルンゲイヴィ - アーガイル線

## 車両

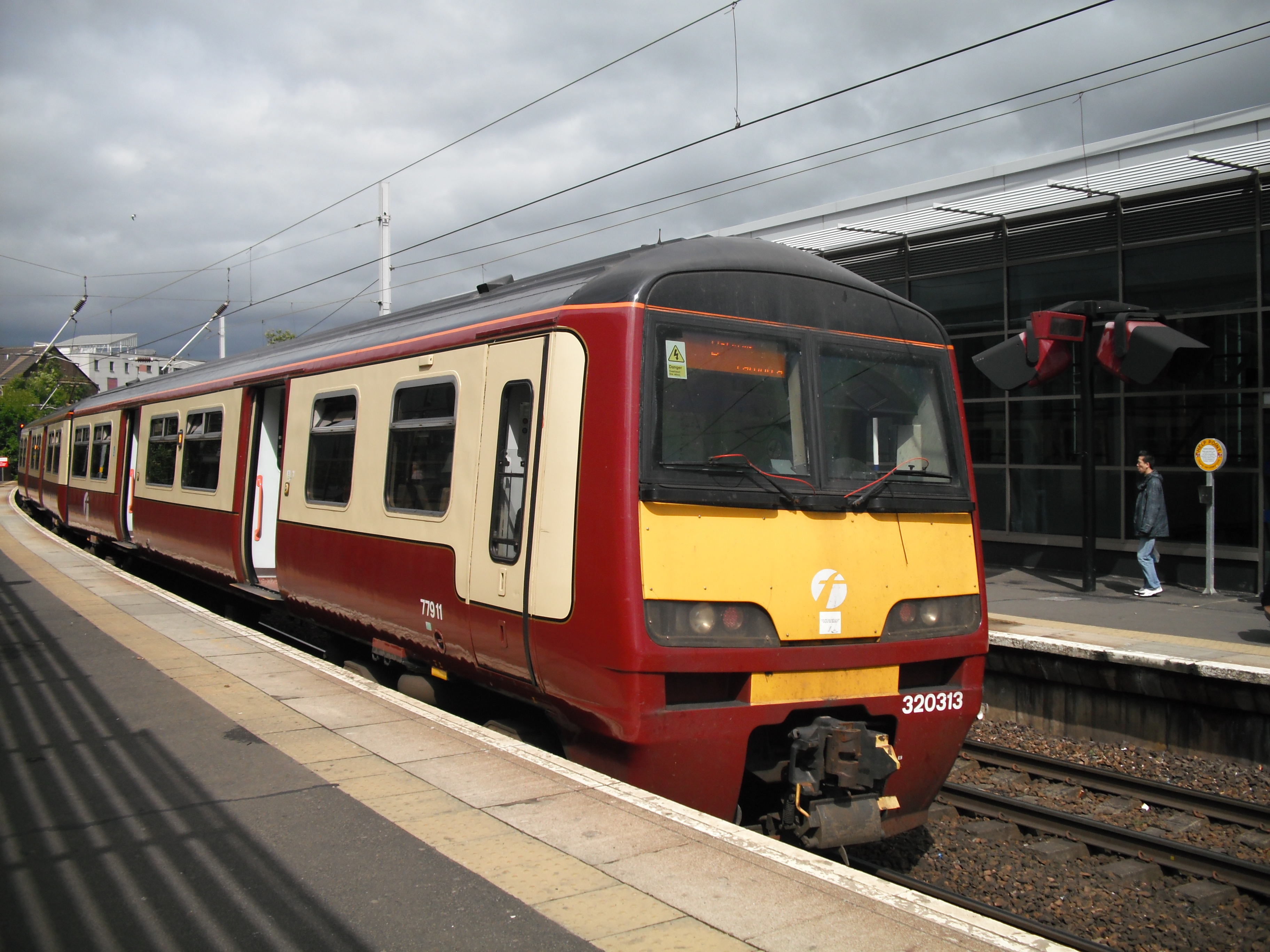
パーティック駅にて、320形

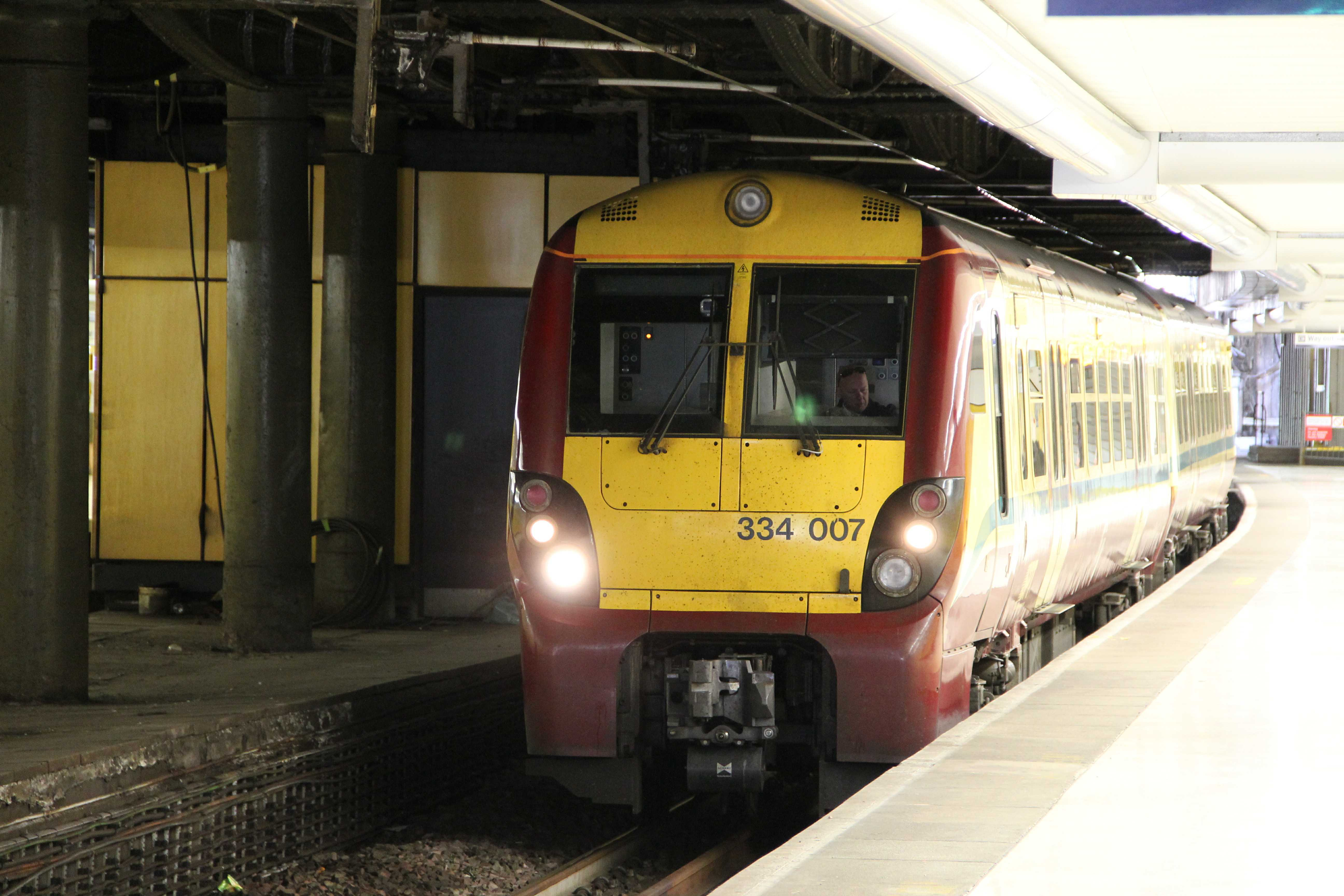
グラスゴー・クイーンストリート駅にて、334形

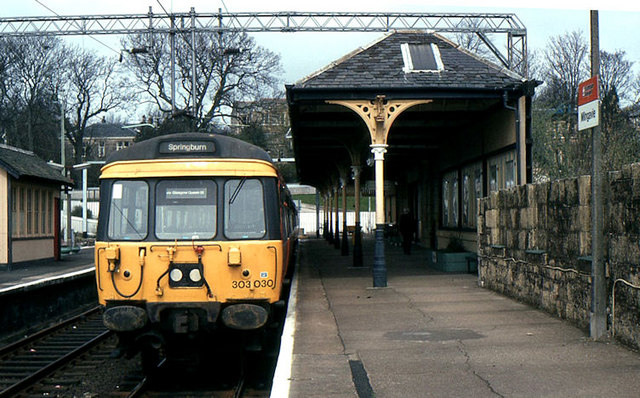
ミルンゲイヴィにて、303形（1985年）

### 現在
334形はエディンバラ直通列車のすべてとエイドリー以西完結の列車の一部で使用されており、エイドリー以西完結列車の大半は320形と318形によって運行されている。
エイドリー以東エディンバラまでの運行には、監視カメラとバックミラーの装備が必要とされており、形式による運行範囲の制限はこれが原因である。

### 過去
電化以前の旅客輸送はタンク機関車によるけん引で行われており、パークヘッドとキップス（コートブリッジ）に機関区が置かれていた。代表的な機関車としてはN2形やV1・V3形などが挙げられる。
電化によって導入されたのはスコットランド製の303形であり、ハインドランド旧駅跡に整備された電車区に配置された。また、1967年のインバークライド線の電化では、同線向けの311形が当初ハインドランドに配置され、ノース・クライド線でも一部使用された。
303形・311形電車は登場当初、当時の標準色であった茶色や緑色ではなく、カレドニアン・ブルーと呼ばれる青色に塗装されていたことから「ブルー・トレインズ」という愛称がつけられていたが、1960年代末には新標準色であるレール・ブルーに、1970年代末にはその改良版である青と灰色の塗装に塗り替えられた。1980年代以降は再び独自塗装（ストラスクライド旅客輸送局塗装）となり、オレンジと黒の塗装をへて、1990年代末期にはえんじ色とクリーム色の塗装に改められた。その後、2008年からスコットレールブランド共通の青色（前頭部側面に斜め十字の飾り付き）塗装への統一が行われている。
1970年代にはクライド川南岸のシールズロードに新しい車両基地（電気機関車・電車を担当）が建設され、311形電車すべてを含むカスカート・サークル線及びインバークライド線用車両が移管された。1979年のアーガイル線の再開業では、314形がハインドランド車両基地に配置され、ノース・クライド線西部の一部区間で直通列車として使用された。1987年にはハインドランド車両基地が廃止、車両留置はヨーカーの電留線、検修業務はシールズロード車両基地へと移管され、このころから311形電車がノース・クライド線でもより頻繁に運行されるようになってくる。
1990年には、電化初期から運行されてきた303形・311形電車の置き換えが始まった。本数が少なかった311形電車は比較的早くに全廃となったが、303形電車の一部は2002年12月まで運行が続いた。置き換えは321形電車の派生形である320形の導入で開始され、その後エアシャー・コースト線からの318形と新造のアルストム製334形電車も導入された。後者の2形式はアーガイル線用314形電車をも置き換え、314形電車はカスカート・サークル線とインバークライド線へ転属となった。

## 将来の計画

### クロスレール・グラスゴー
南北間の移動の際にグラスゴー・セントラル駅とグラスゴー・クイーンストリート駅の間を徒歩もしくはバスで移動しなければならないという現状を解消するため、ストラスクライド交通協会はノース・クライド線とグラスゴー中央駅（上層化）発着の路線をつなぐ新路線の創設を提案している。これにより、レンフルーシャーやエアシャーからグラスゴー・クイーンストリート駅（下層）への路線や、エイドリー - ペイズリーなどのグラスゴー横断路線の運行が可能になる。
実現のためには、現在貨物専用のシールズ信号所 - ベルグローブ間のシティ・ユニオン線の旅客化とガローゲート - ハイストリート間への連絡線の新設が必要となるが、財源の目途は未だたっていない。